# Riddarhusgenealog
Riddarhusgenealog är den tjänsteman vid det svenska Riddarhuset och det finska Riddarhuset som har ansvar för genealogiska frågor.

## Finska riddarhusgenealoger
- 1878–1882 Johan Reinhold Aspelin
- 1882– Oskar Wasastjerna
- 1889–1891 Berndt Otto Schauman
- 1923–1952 Tor Carpelan
- 1952–1981 Torsten Aminoff
- 1981–1989 Erich von Ungern-Sternberg
- 1999– Johanna Aminoff-Winberg

## Svenska riddarhusgenealoger
- 1905–1908 Adam Lewenhaupt
- 1948–1963 Folke Wernstedt
- 1963–1988 Pontus Möller
- 1988–1998 Lars Wikström
- 1998–2010 Per Nordenvall
- 2010– Göran Mörner
- 2020– Magnus Bäckmark